# It's in Our Hands
It's in Our Hands è una canzone di Björk del 2002, inserita nella sua raccolta Greatest Hits, dopo essere stata presentata nel Vespertine tour l'anno precedente. Il brano si basa pesantemente su loops campionati da Clouds di Gigi Masin, composizione contenuta nell'album del 1989 Les nouvelles musiques du chambre uscito per l'etichetta Sub Rosa. Il singolo ha raggiunto il trentasettesimo posto nella classifica del Regno Unito.

## Video
Nel video si vede una Bjork incinta, in una scenografia che ritrae un'isola subacquea con vari pesci e insetti sullo sfondo.

## Tracce
CD1
1. It's in Our Hands – 4:18
2. Cocoon – 5:04
3. All Is Full of Love (Live) – 4:05

CD2
1. It's in Our Hands (Soft Pink Trudy Remix) – 3:48
2. It's in Our Hands (Arcade Remix) – 3:46
3. So Broken (Live) – 4:30

## Classifiche
| Paese       | Posizione più alta |
| ----------- | ------------------ |
| Francia     | 97                 |
| Regno Unito | 37                 |